# Veterán (voják)

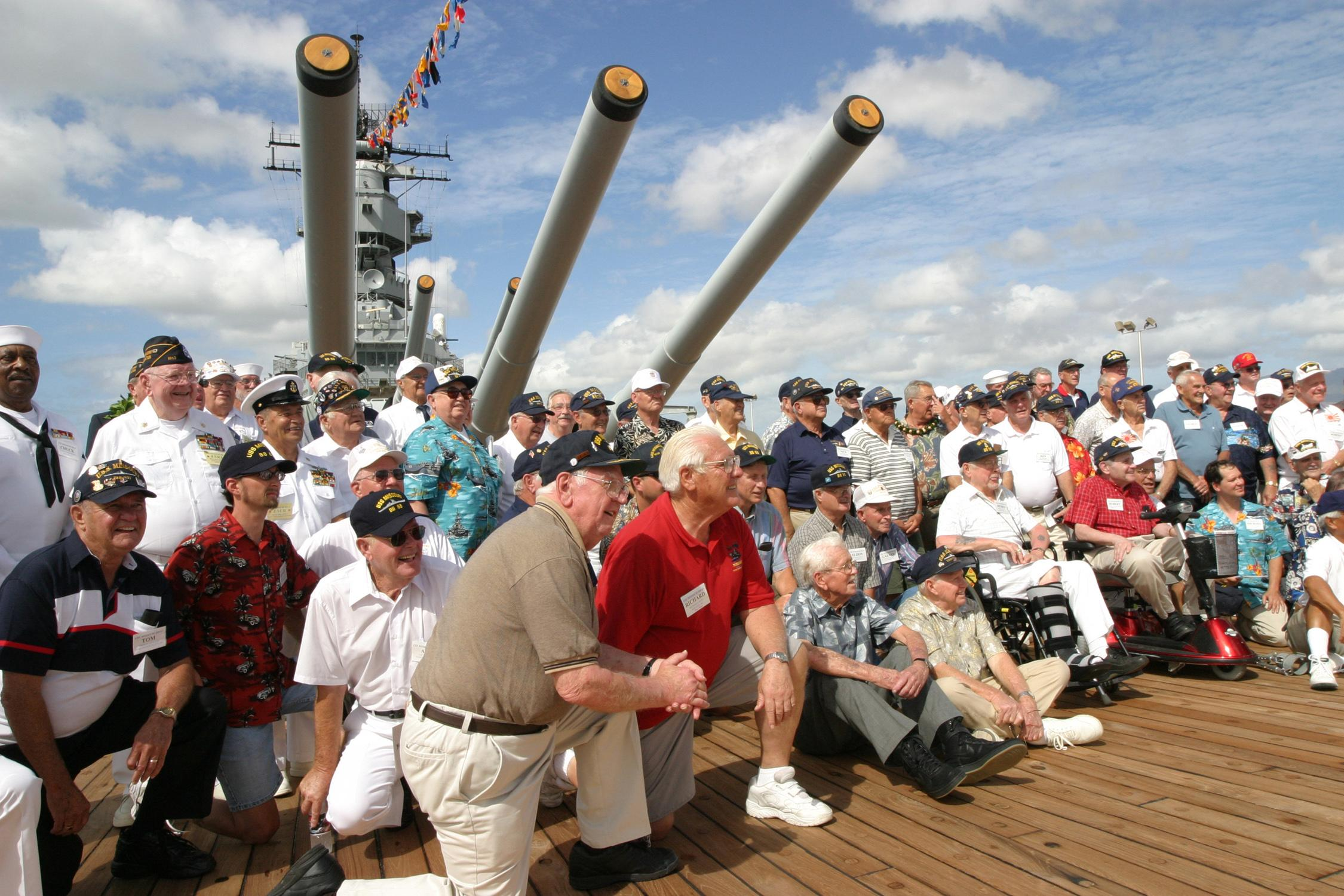
Bývalí členové posádky americké bitevní lodi USS Missouri (BB-63) na společném snímku krátce po slavnostním obřadu k výročí ukončení 2. světové války, který se konal na palubě této slavné lodi.

Veterán (z latinského vetus neboli starý) je vojenský vysloužilec anebo zvláště vysloužilý účastník nějaké války či bojového tažení. Pro svůj přínos vlasti a její svobodě bývají veteráni obvykle chováni v úctě. Neměli by však být stereotypně považováni za hrdiny.
Dnešní pohled na veterány se zrodil v 19. století. V té době se však v češtině pro vysloužilého vojáka používal výraz vysloužilec, nikoli veterán. Obraz vysloužilce, jak jej chápala česká společnost v druhé polovině 19. století, nám ve svém eposu Ve stínu lípy zanechal básník Svatopluk Čech.
Památce válečných veteránů je dnes věnován 11. listopad, který se celosvětově slaví jako Den veteránů nebo Den vzpomínek. Od listopadu 2001 je tento významný den připomínán i v České republice.

## Dějiny
Ve starém Římě byli veteráni vysloužilí vojáci, kteří byli propuštěni z armády po 20 letech aktivní služby. Tvořili jakousi zálohu, jež byla v případě války opět povolávána do vojska.
Za napoleonských válek tvořili veteráni Napoleonovu slavnou starou gardu, jejíchž 1000 příslušníků se s ním 1. března 1815 po útěku z Elby vylodilo v zátoce San Juan u Cannes a která se poté proslavila zejména hrdinným odporem v bitvě u Waterloo.
V roce 1865, na konci války Severu proti Jihu, se práv veteránů veřejně zastal americký prezident Abraham Lincoln. Na jejich podporu pak v USA vznikla řada veteránských organizací.
Ve 20. století se o rozvoj veteránské tradice zasloužily zejména obě světové války. Po zkušenostech s kritickým vývojem po 1. světové válce vznikly po skončení 2. světové války ve většině zúčastněných zemí veteránské organizace, jako například Americká legie v USA, jež pomáhaly se začleňováním válečných veteránů do běžného života.

## Veteráni v Československu
Odhaduje se, že během 1. světové války padlo na bojištích více než 150 000 Čechů. V ruských, italských a francouzských legiích pak sloužilo celkem 100 000 mužů.
Za druhé světové války bojovalo v československých zahraničních jednotkách asi 50 000 lidí. V partyzánských jednotkách v Itálii, v SSSR a na Slovensku a v řadách francouzského podzemního hnutí bojovalo asi 12 000 československých dobrovolníků, z nichž asi 2900 padlo či zůstalo nezvěstných.

## Veteráni v Česku
Poslední přeživší československý legionář z první světové války a ruské občanské války byl Alois Vocásek (1896–2003).
Poslední přeživší československý interbrigadista ze španělské občanské války byl Adolf Vodička (1913–2012).
K 6. květnu 2025 žilo podle Československé obce legionářské v Česku 55 veteránů druhé světové války (12 vojáků z východní fronty, 3 vojáci ze západní fronty a 40 příslušníků domácího odboje).
- Předposlední přeživší československý pilot RAF z druhé světové války byl Kurt Taussig (1923–2019).[4]
- Předposlední přeživší československý veterán z obléhání Tobruku byl Viktor Wellemín (1923–2020).
- Poslední přeživší československá veteránka z bitvy u Sokolova byla Jarmila Halbrštátová (1924–2020).[5]
- Poslední přeživší československý veterán z obléhání Tobruku byl Bernard Papánek (1920–2021).[6]
- Poslední přeživší československá příslušnice 1. československé samostatné tankové brigády byla Marie Michajlovičová (1921–2022).[7]
- Poslední přeživší československý pilot RAF z druhé světové války byl Emil Boček (1923–2023).[8][9]
- Poslední přeživší československý veterán z bitvy o Francii byl Ervín Hoida (1918–2024).[10]
- Předposlední přeživší československý veterán Obléhání Dunkerku byl Charles Gad Strasser (1927–2024).
- Poslední přeživší československý pilot USAAF z druhé světové války byl Antonín Fajkus (1923–2025).[11]
- Poslední přeživší český příslušník Wehrmachtu byl Josef Bialas (1927–2025).[12]
- Poslední přeživší československá příslušnice WAAF z druhé světové války byla Elsbeth Hamilton (1920–2025).
- Poslední přeživší československý veterán z bitvy o Kyjev a bitvy o Bílou Cerekev je Jan Ihnatík (* 1922).
- Poslední přeživší československý radiotelegrafista RAF je Jiří Švenger (* 1923).[13]
- Poslední přeživší československý letec, pablubní střelec, RAF je Jiří Pavel Kafka (* 1924).[14]
- Poslední přeživší československý veterán Obléhání Dunkerku je Josef Turek (* 1926).[15][16]

Poslední přeživší československý protikomunistický odbojář ze skupiny bratří Mašínů je Josef Mašín (* 1932).
V polovině října 2024 MO ČR evidovalo 16 884 novodobých válečných veteránů, z toho přes 1000 žen.

## Veteráni v Německu
Veteráni Wehrmachtu a Waffen-SS i jejich vdovy mají nárok na německý důchod. V roce 1998 Německo změnilo své zákony o důchodech, aby se zabránilo jejich vyplácení válečným zločincům. Změna se vztahuje pouze na žádosti o dávky poskytnuté po 13. listopadu 1997. V osmi spolkových zemích Německa v roce 1998 pobíralo 23 501 bývalých příslušníků jednotek SS zvláštní penzi pro takzvané "válečné oběti", kterou od roku 1950 vyplácí západní Německo.